# デニス・ミラーニ
デニス・ミラーニ（Denise Milani、1976年4月24日 - ）は、チェコ出身、ロサンゼルス在住のモデル。本名:Denisa Krajíčková

## 経歴
以下二つの『DENISEMILANI.com』があるため、本項では便宜上、2009年までのものを旧『DENISEMILANI.com』、2011年からのものを新『DENISEMILANI.com』と表記します。
1976年4月24日、チェコスロバキアフリーデク＝ミーステク郡 (Frýdek-Místek) に生まれる。
21歳のとき米国に移住、フィジカル・セラピストとして働き始める。
2004年頃からモーターショーやビキニコンテストなどでモデル活動を始め、程なくSPORTSbyBROOKSに水着モデルとしてスカウトされる(2005年デビュー)。
2006年、友人が彼女の写真をあるウェブサイトにアップロードすると、その写真へのアクセス過多でそのサイトのサーバがダウンしてしまうという事件が起きる。その友人の勧めでウェブサイト・旧『DENISEMILANI.com』開設。2007年にはMiss Bikini World 2007に輝く。
2009年12月、『DENISEMILANI.com』の更新が予告無しに打ち切られる。翌年になるとデニスは弁護士を立て、サイトを管理･運営するペリスコープエンターテイメント社(Periscope Entertainment, Inc.)にウェブサイトのオンラインストア、マイスペースのアカウント等の権利を求める裁判をロサンゼルス上級裁判所に起こす。
2010年8月、Facebookで、1976年生まれであること、配偶者がいること、息子がいることを公表した。それ以前のプロフィールでは1980年生まれと記載していた。
2011年4月25日(日本時間4月26日)に新『DENISEMILANI.com』の公開が始まる。この年、Excalibur 2011 Fitness Competitionで、彼女の出場したクラスの優勝を飾る。
2012年、彼女の写真が犯罪行為に悪用された（彼女自身は一切無関係）。ノースカロライナ大学チャペルヒル校のPaul Frampton教授は、インターネット上でデニス・ミラーニに成りすます人物と出会い、恋に落ちる。あるとき、偽ミラーニはアルゼンチンへ来るよう教授を説得した。ブエノスアイレス空港ではデニスという男が「ブリュッセルでミラーニが待っている」と教授にトランクを渡した。トランクから2キロのコカインが発見されたため、教授は空港で逮捕された。

## 人物・その他
NHLのロサンゼルス・キングスのファンである。
身長は5フィート4インチ(5インチとも)、体重115ポンド。スリーサイズは上から32DDD-19-34（32DDD-25-36とも）。靴のサイズは5in(アメリカ)。バストはオールナチュラル。2008年中頃のインタビューでは「豊胸手術を受けているか」との問いに「あなたはどうだと思う？」と答えている。